# Charles Douglas, 3:e hertig av Queensberry
Charles Douglas, 3:e hertig av Queensberry, markis av Queensberry och 2:e hertig av Dover, född 1698, död den 22 oktober 1778, var en skotsk ämbetsman. Han var bland annat Vice Admiral of Scotland 1722-1729, och Lord Justice General 1763-1778. 
Han var son till James Douglas, 2:e hertig av Queensberry. Han gifte sig 1720 med  Catherine Hyde och blev far till Henry Douglas, earl av Drumlanrig (1722-1754) och Charles Douglas, earl av Drumlanrig (1726-1756).  Då hans söner dog före fadern ärvdes han av släktingen William Douglas.